# اوتیس (کلرادو)
اوتیس (به انگلیسی: Otis) شهری در ایالت کلرادو کشور ایالات متحده آمریکا است که جمعیت آن در سرشماری سال ۲۰۱۰ میلادی، ۴۷۵ نفر بوده‌است.